# Eric Gillette
Eric Gillette (Dallas, 14 agosto 1984) è un cantante e polistrumentista statunitense, noto prevalentemente per essere chitarrista e cantante della Neal Morse Band.

## Biografia
Gillette ha iniziato a prendere lezioni di pianoforte da bambino e ha imparato a suonare la chitarra da adolescente. Nel 2010 ha iniziato a suonare la chitarra e a fornire la voce di sottofondo per gli Swon Brothers, tre anni prima della loro apparizione al talent show The Voice.
Nell'aprile 2012, Gillette ha preso parte all'audizione indetta da Neal Morse per la formazione della The Neal Morse Band, divenendone componente effettivo. La prima collaborazione tra Gillette e Morse è avvenuta nell'album Momentum del secondo in qualità di voce aggiuntiva nel brano Thoughts (Part 5). Con la Neal Morse Band Gillette ha preso parte a ogni album da loro realizzato, il cui ultimo, Innocence & Danger, è uscito nel 2021.
Nel 2013 ha pubblicato il suo primo album come solista, Afterthought, interamente autoprodotto, a cui ha fatto seguito tre anni più tardi The Great Unknown. Nel 2017 è stato scelto da Mike Portnoy come chitarrista solista del supergruppo Mike Portnoy's Shattered Fortress, composto anche dalla quasi totalità degli Haken e che si è esibita per una breve tournée durante l'anno.

## Vita privata
Il 10 ottobre 2014 ha sposato Jaci Lynn.

## Discografia

### Da solista
- 2013 – Afterthought
- 2016 – The Great Unknown

### Con la Neal Morse Band
- 2015 – The Grand Experiment
- 2016 – The Similitude of a Dream
- 2019 – The Great Adventure
- 2021 – Innocence & Danger

### Con i Tree of Life
- 2017 – Awakening Call

### Collaborazioni
- 2012 – Neal Morse – Momentum
- 2013 – Neal Morse – Live Momentum
- 2015 – Neal Morse – Morsefest 2014
- 2017 – Neal Morse – Morsefest 2015
- 2018 – Lazleit – On the Brink
- 2019 – Lazleit – Perpetually Under Idle Grounds
- 2019 – Patema – Fathom
- 2019 – Neal Morse – Jesus Christ the Exorcist
- 2020 – Neal Morse – Sola gratia
- 2020 – Neal Morse – Jesus Christ the Exorcist - Live at Morsefest 2018